# 5-ji Kara 9-ji Made: Watashi ni Koi Shita Obōsan
5-ji Kara 9-ji Made: Watashi ni Koi Shita Obōsan (5→9〜私に恋したお坊さん〜 lit. De 5 a 9: Un chico que se enamoró de mí?) es una serie de televisión japonesa emitida por Fuji Television desde el 12 de octubre hasta el 14 de diciembre de 2015, protagonizada por Satomi Ishihara y Tomohisa Yamashita.

## Argumento
Sakuraba Junko (Satomi Ishihara) es una profesora de inglés de 29 años que sueña con trabajar en Nueva York. Un día, ella causa un accidente embarazoso que resulta en su encuentro con un hermoso sacerdote budista durante un funeral en un templo. Con la esperanza de no volver a verlo, su familia la engaña y la obligan a asistir a una sesión de emparejamiento. La otra parte no es otra que el sacerdote, Hoshikawa Takane (Tomohisa Yamashita).

## Elenco
- Satomi Ishihara como Junko Sakuraba.
- Tomohisa Yamashita como Takane Hoshikawa.
- Yūki Furukawa como Satoshi Mishima.
- Saeko como Masako Mōri.
- Rin Takanashi como Momoe Yamabuchi.
- Mokomichi Hayami como Arthur Lange.
- Miyu Yoshimoto como Kaori Ashikaga.
- Jun Shison como Amane Hoshikawa.
- Mariko Kaga como Hibari Hoshikawa.